# Сомалійська течія

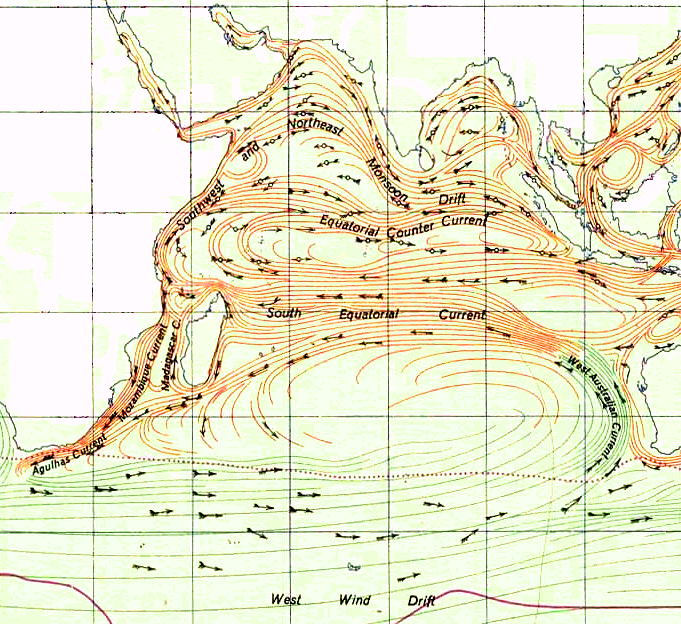
Сомалійська течія біля сомалійського узбережжя у складі течії Індійського океану протягом (північ) літа. Кругова течія на схід від Африканського рогу відома як Велика Круговерть

Сомалі́йська течія — холодна морська течія біля північно-східного узбережжя Африки в Індійському океані, проходить вздовж узбережжя півострова Сомалі. Має мусонний характер і змінює свій напрям протягом року. Влітку, під час південно-західного мусону, тече в північному напрямку, а взимку, при північно-східних вітрах, слідує у зворотному напрямі, вздовж берега в південному напрямку.
Сомалійська течія — єдина у Світовому океані, що несе холодні води від екватора ,в більш високі широти. Її особливості пов'язані з тим, що на північ і північний схід від Мадагаскару завдяки потужним вітрам утворюється велика область дивергенції (розходження) та підйому води. Температура на поверхні падає до 18-20 °С, але іноді може падати до 13-14 °С. Однак слід відмітити, що основний період активності течії саме влітку коли вона досягає 150 кілометрів завширшки і до 200 завглибшки. Саме тоді відбувається апвелінг, в той час як взимку підйом води майже припиняється, а поверхневі води прогріваються.